# Liste der Kulturgüter in San Vittore
Die Liste der Kulturgüter in San Vittore enthält alle Objekte in der Gemeinde San Vittore im Kanton Graubünden, die gemäss der Haager Konvention zum Schutz von Kulturgut bei bewaffneten Konflikten, dem Bundesgesetz vom 20. Juni 2014 über den Schutz der Kulturgüter bei bewaffneten Konflikten sowie der Verordnung vom 29. Oktober 2014 über den Schutz der Kulturgüter bei bewaffneten Konflikten unter Schutz stehen.
Objekte der Kategorien A und B sind vollständig in der Liste enthalten, Objekte der Kategorie C fehlen zurzeit (Stand: 1. Januar 2023).

## Kulturgüter
| Foto |                                                                                         | Objekt | Kat. | Typ | Standort                                 | Beschreibung |
| ---- | --------------------------------------------------------------------------------------- | --- | ---- | --- | ---------------------------------------- | ------------ |
| ja   | Datei hochladen · Wikidata zu Kapelle St. Lucio (Q29521555)                             | Kapelle San Lucio / Cappella di San Lucio KGS-Nr.: 03207                                                   | A    | G   | San Vittore, Via Pala 15 728566 / 122218 |              |
| ja   | Datei hochladen · Wikidata zu Torre Palas (Q1493269)                                    | Palas-Turm / Torre di Pala KGS-Nr.: 03211                                                                  | A    | G   | San Vittore, Pala 728550 / 122300        |              |
| BW   | Datei hochladen · Wikidata zu Ca’ del Gerb (Q29785027)                                  | Ca’ del Gerb KGS-Nr.: 03208                                                                                | B    | G   | Strada Cantonale 131 728053 / 122051     |              |
| ja   | Datei hochladen · Wikidata zu Katholische Kirche Heilige Johannes und Viktor (Q3668200) | Katholische Kirche Santi Giovanni e Vittore / Chiesa cattolica dei Santi Giovanni e Vittore KGS-Nr.: 03209 | B    | G   | Via Favera 10 728900 / 122159            |              |
| BW   | Datei hochladen · Wikidata zu Viscardi-Palast (Museum Moesa) (Q29785030)                | Palazzo Viscardi KGS-Nr.: 03210                                                                            | B    | G   | Via Favera 11 728885 / 122180            |              |
| ja   | Datei hochladen · Wikidata zu Museo Moesano (Q27488738)                                 | Museo Moesano (Palazzo Viscardi) KGS-Nr.: 17075                                                            | B    | F   | Via Favera 11 728885 / 122186            |              |